# Liste der Bodendenkmale in Lürschau
In der Liste der Bodendenkmale in Lürschau sind die Bodendenkmale der Gemeinde Lürschau nach dem Stand der Bodendenkmalliste des Archäologischen Landesamts Schleswig-Holstein von 2016 aufgelistet. Die Baudenkmale sind in der Liste der Kulturdenkmale in Lürschau aufgeführt.
| Denkmal-ID           | Befundart            | Bezeichnung                                 | Zeitstellung            | Lage | Bemerkungen                                            | Bild |
| -------------------- | -------------------- | ------------------------------------------- | ----------------------- | ---- | ------------------------------------------------------ | ---- |
| aKD-ALSH-Nr. 003 830 | Altweg               | Weg/Furt/Wasserstraße/Hafen „Ochsenweg“     | Vor- und Frühgeschichte |      |                                                        |      |
| aKD-ALSH-Nr. 003 831 | Befestigung > Burg   | Burg/Motte/Ringwall/Turmhügel „Alt Gottorp“ | Mittelalter             |      |                                                        |      |
| aKD-ALSH-Nr. 003 832 | Grabmal > Kriegsgrab | Kriegsgrab                                  | Neuzeit                 |      | Soldatengrab aus der Zeit der deutsch-dänischen Kriege |      |